# Венета Ботева
Венета Ботева (по рождение Венета Стоянова Минчева Визирева) е съпругата на видния български поет и революционер Христо Ботев.
Родена е във Велико Търново. Няма документално съхранени източници за точната ѝ рождена дата, но по косвени данни за година на раждането ѝ се счита 1847 г. На 17 г. е омъжена за търновския сарафин Дончо Петров, а през 1865 г. се ражда синът им Димитър. През 1868 г. Венета разтрогва брака и напуска мъжа си Дончо заради неговото лошо отношение към нея. Заедно с 3-годишния си син тя заминава за Букурещ при вуйчо си митрополит Панарет Рашев. В мемоарите на нейната внучка обаче се казва, че тя не се е развеждала никога със съпруга си, а Захари Стоянов в книгата си „Христо Ботийов. Опит за биография“ от 1888 г. е написал тази версия. Венета и Христо Ботев се запознават през 1874 г. в Букурещ. Там Ботев е назначен за учител в българското училище, където учи Димитър - синът на Венета. През юли 1875 г. Венета и Христо Ботев сключват граждански брак. На 13 април 1876 г. се ражда дъщеря им Иванка.
Почива от мозъчен удар в родния си град на 27 февруари 1919 г., там е погребана край гроба на дъщеря им Иванка.
- Гробовете на Иванка и Венета Ботеви, парк „Дружба“, В. Търново
- Паметна плоча на Венета Ботева